# 小平警察署
小平警察署（こだいらけいさつしょ）は、警視庁が管轄する警察署の一つである。第八方面本部所属。
小平市の全域を管轄している。
署員数およそ250名、識別章所属表示はUI。

## 所在地
東京都小平市小川町二丁目1264番地1
最寄駅：武蔵野線・新小平駅または西武多摩湖線・青梅街道駅

## 管轄区域
- 小平市

## 沿革
- 1969年11月11日：田無警察署より分離・創設。
- 2001年9月：現庁舎完成

## 組織
- 警務課
- 交通課
- 警備課
- 地域課
- 刑事組織犯罪対策課
- 生活安全課

## 交番
- 小平駅前交番（小平市美園町1丁目34番3号）
- 花小金井駅前交番（小平市花小金井1丁目1番14号）
- 小川駅前交番（小平市小川西町4丁目15番17号）
- 鷹の台駅前交番（小平市たかの台45番2号）
- 上宿交番（小平市小川町1丁目300番1）
- 学園東町交番（小平市喜平町3丁目1番1号）
- 学園西町交番（小平市学園西町1丁目20番12号）
- 大沼町交番（小平市大沼町4丁目31番17号）
- 仲町交番（小平市仲町145番地） - ハイテク交番

## 駐在所
- 小川駐在所（小平市小川町1丁目1123番地）
- 喜平橋駐在所（小平市上水南町2丁目23番25号）